# Дейдон
Дейдон (осет. Дæйон дон) — горная река в Алагирском районе Северной Осетии. Длина реки составляет 4,4 км, площадь водосборного бассейна 9 км².
Начинается на территории Северо-Осетинского заповедника к западу от хребта Чехациртит. Течёт на северо-запад. Устье реки находится в 7 км по правому берегу реки Архондон.

## Данные водного реестра
По данным государственного водного реестра России относится к Западно-Каспийскому бассейновому округу, водохозяйственный участок реки — Ардон. Речной бассейн реки — реки бассейна Каспийского моря междуречья Терека и Волги.
Код объекта в государственном водном реестре — 07020000112108200003252.